# Recopa Mineira
A Recopa Mineira foi um torneio de futebol profissional de Minas Gerais, que foi disputado pela primeira vez em 2021, entre o Campeão do Interior e da Taça Inconfidência. Foi extinta em 2023, ano de sua última edição.

## Total de títulos
| Campeão       | Quantidade | Ano         |
| Tombense      | 2          | 2021 e 2022 |
| Athletic Club | 1          | 2023        |